# Syncollesis
Syncollesis là một chi bướm đêm thuộc họ Geometridae.